# Folketingets Venstre
Folketingets Venstre var en socialliberal dansk folketingsgrupp bildad i januari 1905.
Dess medlemmar anslöt sig till Det Radikale Venstre, när detta parti bildades den 21 maj samma år.